# Chawan
Ne doit pas être confondu avec Gaiwan.

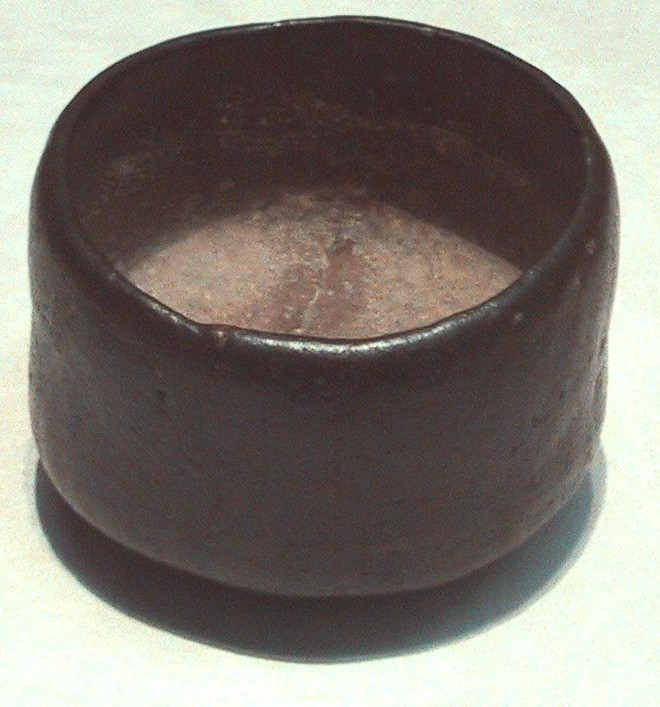
Chawan (raku) noir du XVIe siècle (musée national de Tokyo).

Un chawan (茶碗, « bol de thé ») est un bol utilisé pour la préparation et la consommation du thé. Il existe de nombreux types de chawan utilisés dans la cérémonie du thé, et le choix de leur utilisation dépend de nombreuses considérations. En plus d'être utilisé pour le thé chinois, il est utilisé pour le matcha (thé vert en poudre) dans la cérémonie japonaise du thé.

## Histoire

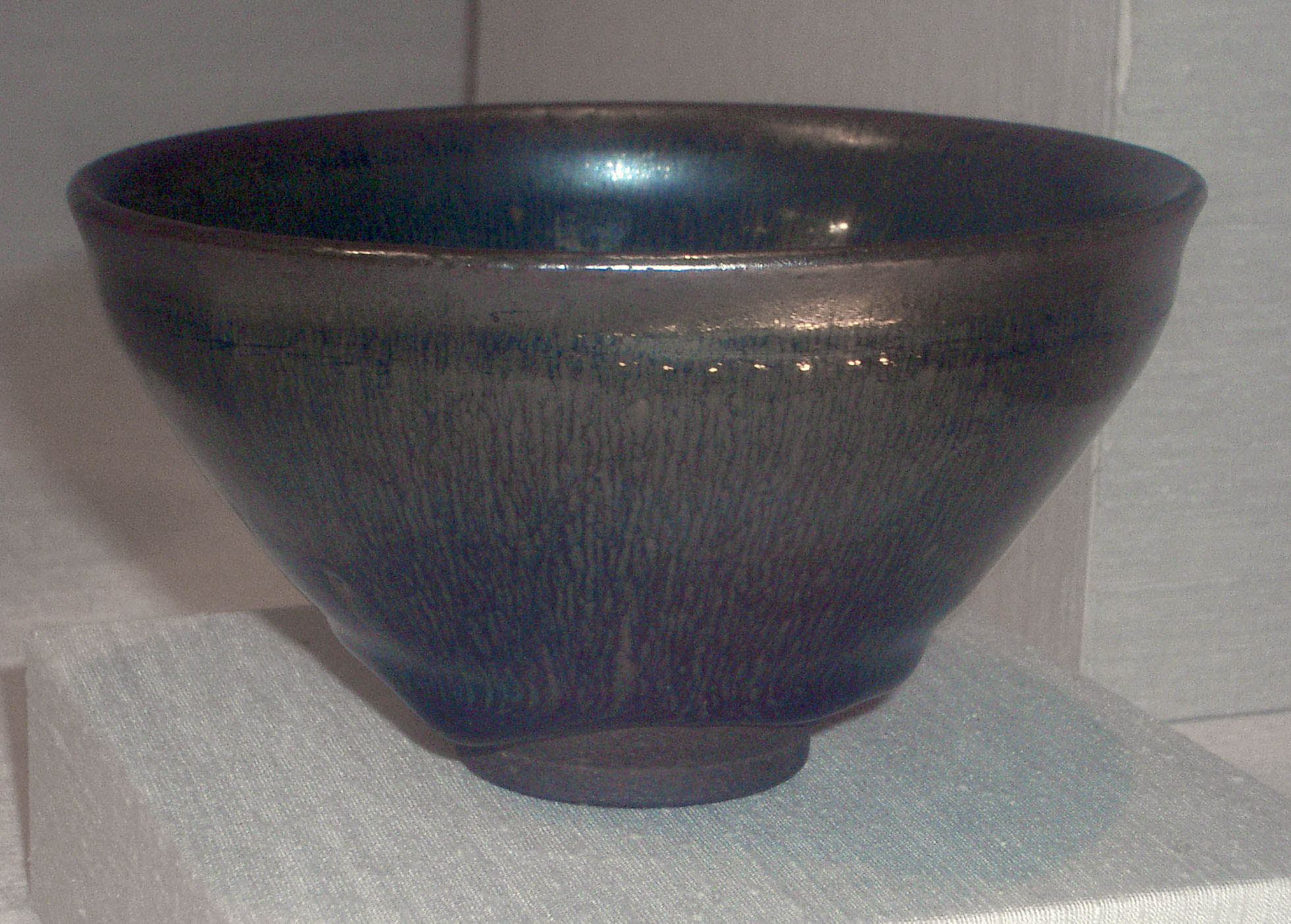
Jian chawan avec vernis « fourrure de lièvre », dynastie Song (960-1279).

## Styles régionaux et classification

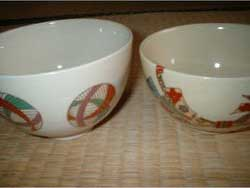
Deux bols modernes de « thé fin ».

### Japon

#### Karamono
Karamono (唐物) se réfère généralement à des styles de chawan originaires de Chine. Ces bols sont conçus pour boire du thé. Il est à noter que dans tous les cas, les noms sont japonais.
- Tenmoku (天目?, porcelaine Jian)
  - Haikatsugi
  - Yohen
  - Kensan
  - Yuteki
  - Taihisan
- Seiji (青磁?, céladon)
- Hakuji (白磁?, blanc de Chine)
- Sometsuki (porcelaine bleue et blanche)

#### Kōraimono

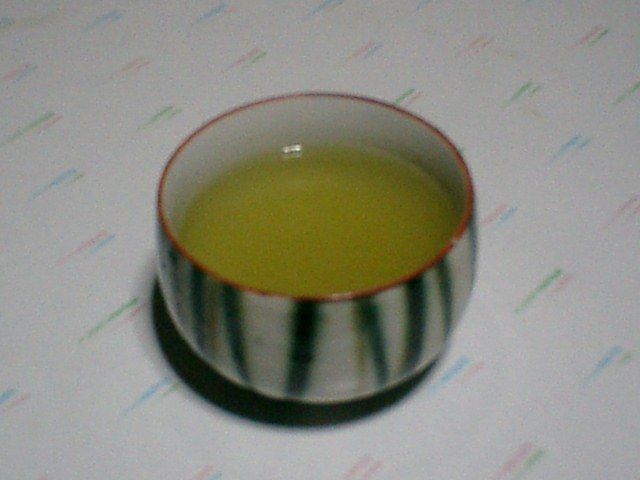
Thé vert japonais dans un senchawan moderne.

Kōraimono (高麗物) se réfère généralement à des styles de chawan originaires de Corée. Les chawan coréens sont d'abord des bols de thé adaptés pour le thé quand ils sont entrés au Japon, un peu comme les bouteilles d'huile chinoises sont devenues des chaki. Les bols coréens étaient appréciés de Sen no Rikyū en raison de leur rude simplicité. 
- Iji
- Mishima
- Kaki-no-heta
- Kinsan
- Ido
- Gōki
- Goshō Maru
- Totoya
- Katade Komogai
- Kohiki
- Amamori
- Hagame
- Sōhaku
- Gohon
- Tamagote
- Sōba
- Unkaku
- Wari-kodai
- Iraho

#### Wamono
Wamono (和物) peut se référer à tout ce qui est traditionnellement japonais, ou fabriqué au Japon. Dans le cas des chawan, il se réfère à des styles développés au Japon.  
Les wamono chawan peuvent encore être répartis par emplacement et par four :

##### Provincial
- Karatsu
- Asahi
- Oku-gorai
- Iga
- Hagi
- Seto (瀬戸?)
- Setoguro (瀬戸黒?)
- Izumo
- Shigaraki
- Oribe (織部?)
- Shonzui
- Genpin
- Shino (志野?)
- Satsuma

##### Raku(four)
Les raku sont également connus sous le nom raku-yaki (楽焼).
- Chojiro I
- Kōetsu
- Nonko